# Ernest Sadzawka
Ernest Leon Sadzawka (Sint-Joost-ten-Node, 24 maart 1890 - Ukkel, 5 april 1960) was een Belgische roeier.

## Loopbaan
Sadzawka’s vader was een Poolse jood en zijn moeder een Duitse. Ze vestigden zich in Brussel en waren daar actief in de tabaksindustrie. Ook Ernest werd actief in deze industrie. Bij zijn overlijden was hij bestuurder van Tabacofina.
Tijdens de Eerste Wereldoorlog was Sadzawka oorlogsvrijwilliger. Hij was adjudant. Voor zijn optreden tijdens de oorlog ontving hij verschillende onderscheidingen.
In 1920 nam Sadzawka samen met Georges Léonet deel aan de dubbel twee op de  Olympische Spelen in Antwerpen. Ze werden uitgeschakeld in de eerste ronde.
Sadzawka werd in 1925 voorzitter van de Cercle Royal de Natation de Bruxelles. Hij bleef dit tot zijn dood in 1960. Hij werd in 1935 lid van Verdienste van de Koninklijke Belgische Zwembond.

## Palmares

### dubbel twee
- 1920:  BK
- 1920: 2e in eerste ronde OS in Antwerpen - 7.39,8

### acht
- 1922:  BK in Langerbrugge - 6.38
- 1922: 4 in serie EK in Barcelona